# 陳顏
陈颜，北宋末年至金朝卫州汲县（今河南省卫辉市）人。
陈颜世代务农。父亲陈光，北宋末年擢武举第，担任寿阳县尉，没有就任。当时金兵攻取汴京，陈光患病，被围城中。陈颜渡过黄河，前去探望其父，于是扶持病中的父亲北归卫州。陈光家奴谋求脱身为良民，没有被允许，诬告陈光伙同盗贼杀人。陈光下狱，不胜拷打，于是自诬认罪。陈颜到州里请求代父去死，知州徐某哀怜他，不敢决断，正好安抚使至州，将情况报告，安抚使称赞陈颜是真孝子。于是父子都被释放。天会七年（1129年），金太宗下诏旌表其门。